# Florian Grillitsch
Florian Grillitsch (* 7. August 1995 in Neunkirchen) ist ein österreichischer Fußballspieler. Der zentrale Mittelfeldspieler steht bei der TSG 1899 Hoffenheim unter Vertrag und ist österreichischer Nationalspieler.

## Sportliche Laufbahn

### Vereinskarriere
Grillitsch begann seine Karriere 2001 beim SVSF Pottschach und ging 2008 zur Fußballakademie St. Pölten. Mit der Akademie St. Pölten gewann Grillitsch in der Saison 2012/13 den Titel in der U18 ÖFB Jugendliga. In der Meistersaison wurde Florian Grillitsch mit 22 Toren Torschützenkönig.

#### Werder Bremen

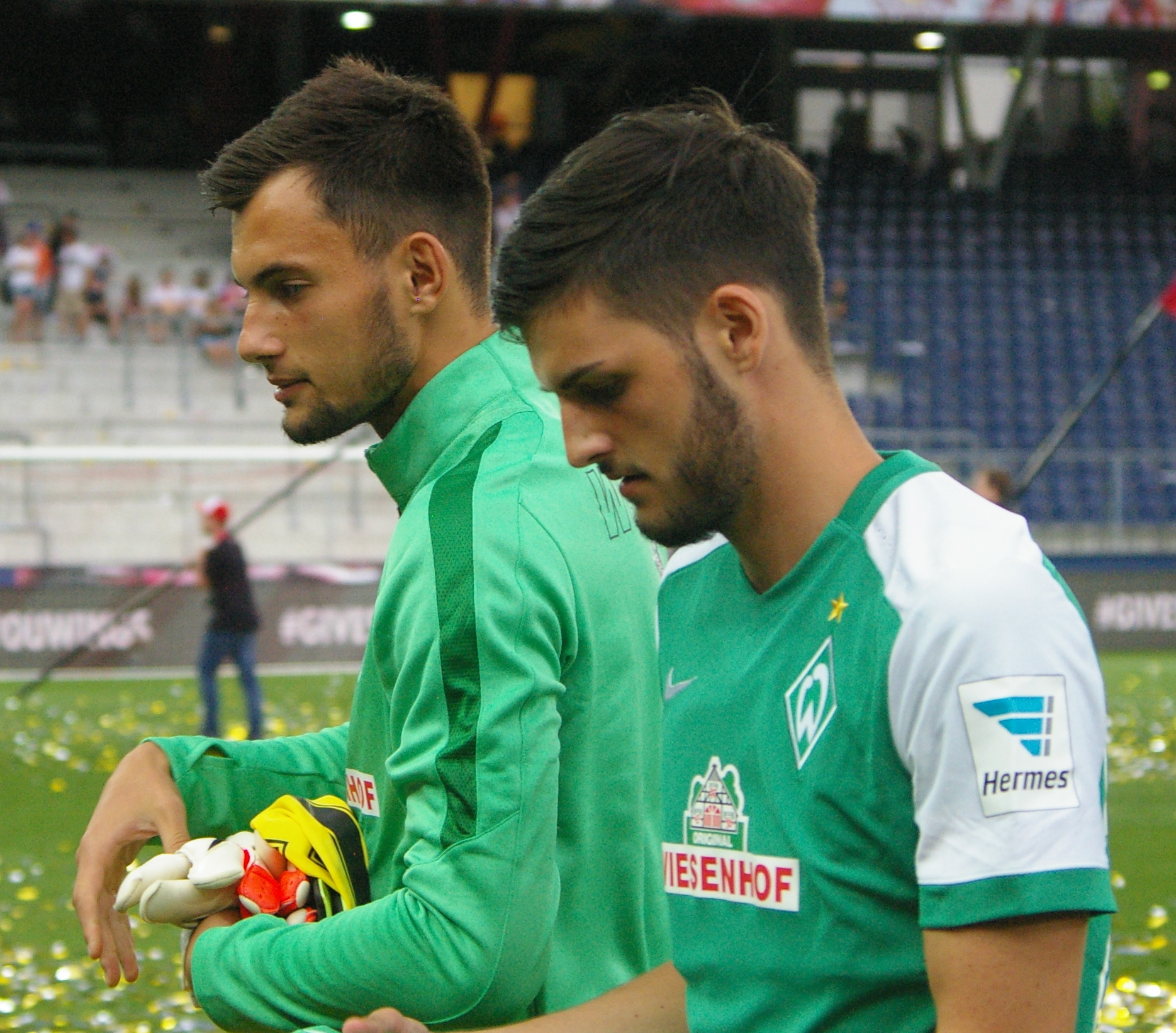
Florian Grillitsch im Trikot von Werder Bremen (2015)

2013 wechselte Grillitsch in die A-Jugendmannschaft von Werder Bremen. Dort kam er am 21. September 2013 bei der 2:3-Niederlage gegen den VfR Neumünster erstmals für die zweite Mannschaft in der Regionalliga Nord zum Einsatz. Zur Saison 2014/15 rückte er fest in den Kader der zweiten Mannschaft auf und entwickelte sich zum Stammspieler. Mit neun Toren trug er maßgeblich zum Gewinn der Meisterschaft bei. Damit qualifizierten sich die Bremer für die Aufstiegsspiele zur 3. Liga, für die Grillitsch aufgrund einer Rotsperre jedoch nicht spielberechtigt war, die sie gegen die zweite Mannschaft von Borussia Mönchengladbach gewannen.
Ab der Saison 2015/16 stand Grillitsch im Kader der ersten Mannschaft. Am 15. August 2015 debütierte er bei der 0:3-Niederlage gegen den FC Schalke 04 in der Bundesliga. Am 19. Dezember 2015 absolvierte er bei der 1:2-Auswärtsniederlage im Ligaspiel gegen Eintracht Frankfurt sein zehntes Pflichtspiel für die erste Mannschaft, wodurch sich sein Vertrag durch eine Klausel automatisch um ein Jahr verlängerte. Sein erstes Pflichtspieltor für die erste Mannschaft erzielte Grillitsch am 9. Februar 2016 im Viertelfinale des DFB-Pokals beim 3:1-Auswärtssieg gegen Bayer 04 Leverkusen. Sein erstes Bundesligator erzielte er am 9. April 2016 (29. Spieltag) bei der 1:2-Niederlage im Heimspiel gegen den FC Augsburg mit dem Treffer zum 1:0 in der 43. Minute.

#### TSG 1899 Hoffenheim

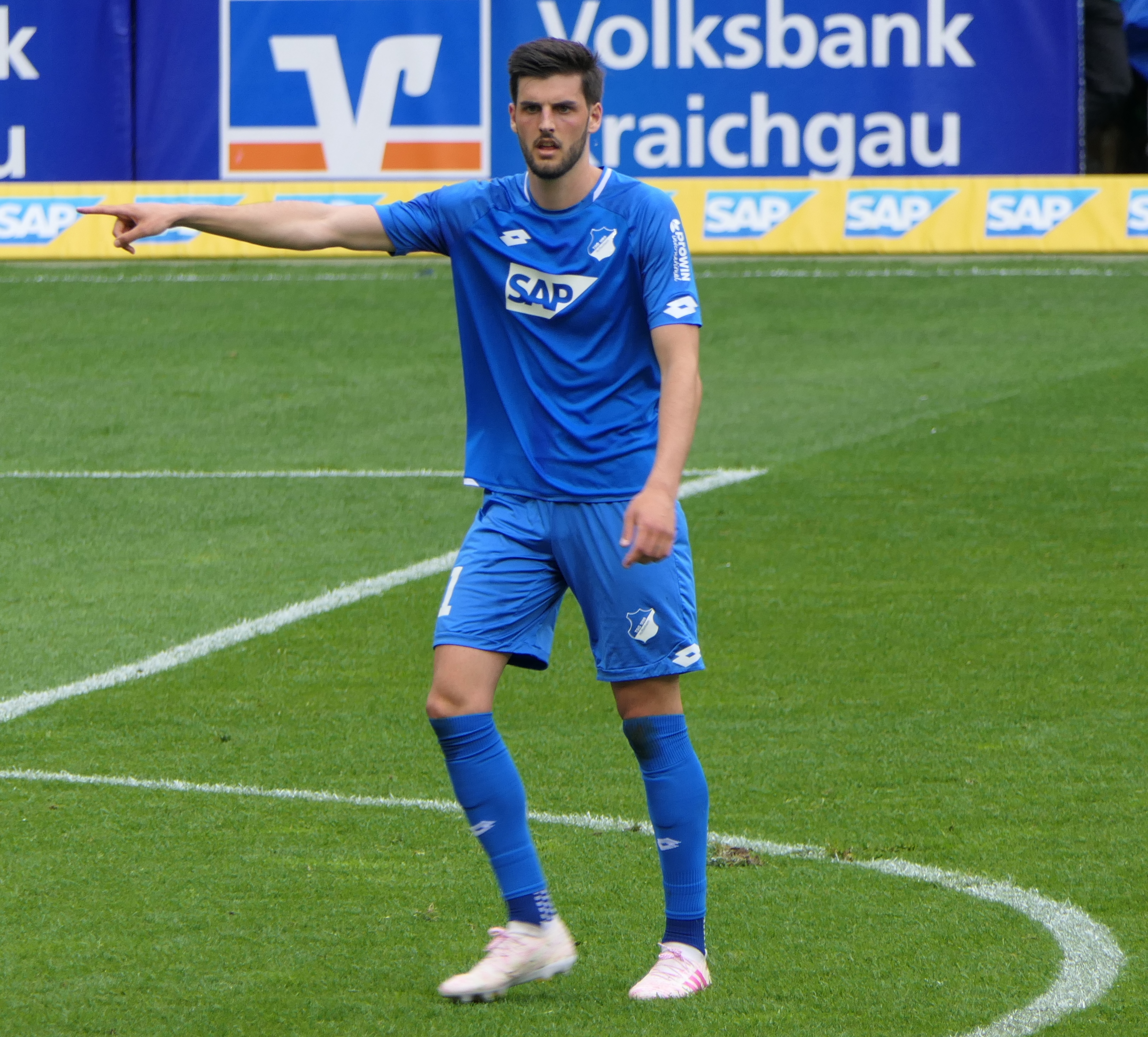
Grillitsch im Trikot der TSG Hoffenheim (2019)

Zur Saison 2017/18 wechselte Grillitsch zum Ligakonkurrenten TSG 1899 Hoffenheim. Im August 2017 wurde er in der Bundesliga beim 2:2 gegen Bayer 04 Leverkusen eingewechselt und bestritt damit sein erstes Pflichtspiel für die TSG. Bei seinem neuen Verein war Grillitsch auf Anhieb ein wichtiger Stammspieler in der 1. Mannschaft und spielte dort meistens im zentralen Mittelfeld, wobei er gelegentlich auch in der Abwehr-Dreierkette auf der Position des Innenverteidigers zum Einsatz kam. Mit Hoffenheim spielte er in den Spielzeiten 2017/18 und 2020/21 in der UEFA Europa League und im September 2018 spielte er beim 2:2 gegen Schachtar Donezk erstmals in der UEFA Champions League. Nach seinem Vertragsende im Sommer 2022 verließ er die TSG nach 130 Bundesligapartien.

#### Ajax Amsterdam
Nachdem Grillitsch in der Transferphase keinen neuen Klub gefunden hatte, wechselte er Anfang September 2022 in die Niederlande zu Ajax Amsterdam. Sein Debüt für Ajax gab er ebenfalls im September beim 5:0-Heimsieg in der Eredivisie gegen den SC Heerenveen. Insgesamt kam Grillitsch in der Saison nur zu 13 Pflichtspieleinsätzen, weshalb Ajax Amsterdam von der Option für eine Verlängerung keinen Gebrauch machte und Grillitschs Vertrag nach einer Saison endete.

#### TSG Hoffenheim (II) & Valladolid
Nach der Saison in den Niederlanden kehrte Grillitsch zur Saison 2023/24 zur TSG Hoffenheim zurück. Für die TSG absolvierte er weitere 38 Spiele in der Bundesliga, ehe er im November 2024 von Neo-Trainer Christian Ilzer aussortiert wurde. Grillitsch schaffte es anschließend nicht mehr in den Spieltagskader und wurde daraufhin im Februar 2025 nach Spanien an Real Valladolid verliehen. Während der Leihe kam er zu 13 Einsätzen in der Primera División, aus der Valladolid aber abstieg.

### Auswahleinsätze
Grillitsch debütierte am 30. August 2011 beim 3:0-Sieg gegen Slowenien in der österreichischen U17-Nationalmannschaft. Mit der U19-Auswahl nahm er im Juli 2014 an der U19-Europameisterschaft in Ungarn teil. Grillitsch erzielte bei drei Einsätzen zwei Toren und scheiterte mit seiner Mannschaft im Halbfinale am späteren Europameister Deutschland. Am 12. Oktober 2014 spielte er beim Freundschaftsspiel gegen die Demokratische Republik Kongo erstmals für die U21-Nationalmannschaft und erzielte kurz nach der Halbzeit das Tor zum 3:0-Endstand. Im Sommer 2015 spielte Grillitsch mit der U20-Auswahl bei der U20-Weltmeisterschaft in Neuseeland und erreichte mit der Mannschaft das Achtelfinale.
Im März 2017 wurde Grillitsch erstmals in den Kader der A-Nationalmannschaft berufen. In diesem Monat gab er auch sein Debüt im Nationalteam, als er in einem Testspiel gegen Finnland in der Halbzeitpause eingewechselt wurde. Am 27. März 2018 erzielte Grillitsch beim 4:0-Sieg im Testspiel gegen Luxemburg sein erstes A-Länderspieltor. Im Mai 2021 wurde er in den vorläufigen Kader Österreichs für die EM 2021 berufen und schaffte es schlussendlich auch in den endgültigen Kader, mit dem er bis zum Achtelfinale kam. Während des Turniers kam er zu drei Einsätzen. Im Mai 2024 wurde er wiederum in den vorläufigen Kader Österreichs für die EM 2024 berufen und schaffte es schlussendlich auch in den endgültigen Kader.

## Erfolge
Werder Bremen II
- Meister der Regionalliga Nord und Aufstieg in die 3. Liga: 2015

Auszeichnungen
- Top-Tor des Jahres der Bundesliga: 2023[19]